# اریکا سرا
اریکا سرا (انگلیسی: Erica Cerra؛ زاده ۳۱ اکتبر ۱۹۷۹) یک هنرپیشه است. 
از فیلم‌ها یا برنامه‌های تلویزیونی که وی در آن نقش داشته است می‌توان به پرسی جکسون و المپ‌نشینان: دزد صاعقه اشاره کرد.